# Marion Roper
Marion Roper (n. 15 septembrie 1910, Chicago, Illinois, SUA – d. 10 februarie 1991, Ventura, California, SUA) a fost o săritoare în apă ce a reprezentat Statele Unite ale Americii, medaliată olimpică. A participat la o ediție a Jocurilor Olimpice (1932) în care a câștigat o medalie de bronz.

## Participări
Lista de mai jos prezintă principalele competiții la care a participat Marion Roper de-a lungul carierei.
- diving at the 1932 Summer Olympics – women's 10 metre platform[*]